# Myxilla productus
Myxilla productus är en svampdjursart som beskrevs av Kazuo Hoshino 1981. Myxilla productus ingår i släktet Myxilla och familjen Myxillidae. Inga underarter finns listade i Catalogue of Life.